# Jean-Jacques-Alexandre Cumin
Jean-Jacques-Alexandre Cumin, francoski general, * 1882, † 1945.